# Lokomotiv (sociedad deportiva)
Lokomotiv (del ruso: Локомотив) es un club polideportivo ruso con presencia en varias ciudades a lo largo del país. Fue fundado en 1936 como la sociedad deportiva soviética para los trabajadores de la industria ferroviaria. En la actualidad aún pertenece a la International Railway Sports Association («Asociación Internacional Deportiva del Ferrocarril»), entidad dependiente de la empresa estatal rusa RZhD (o conocida en otras partes como Ferrocarriles Rusos). Actualmente, Lokomotiv está presente en 24 países, incluyendo casi todos los países europeos, pero también en países como la India.

## Historia
El Lokomotiv fue fundado como una de las muchas sociedades deportivas voluntarias de la Unión Soviética, pero el Lokomotiv era el club de los sindicatos de trabajadores de los Ferrocarriles Soviéticos. Fundado en 1936, unificó trabajadores del transporte ferroviario, transporte y construcción de metro. El origen de la sociedad se remonta a 1923, cuando se creó el club en la Revolución de Octubre, uniendo a los futbolistas de los Ferrocarriles de Moscú. En 1987, la sociedad soviética Lokomotiv se fusionó con las otras sociedades deportivas sindicales ferroviarias de la antigua Cortina de Hierro en una sola sociedad deportiva.
En 1972, la sociedad contaba con unos 7 000 colectivos de cultura física (más de 1,3 millones de atletas) y cultivaba más de 40 deportes. En enero de 1973, VSS Lokomotiv poseía 247 estadios, unos 500 pabellones deportivos, 260 campos de esquí, 127 campos de tiro, 36 piscinas, unos 6 000 campos deportivos y campos de fútbol. Desde 1992, es decir, después de la disolución de la Unión Soviética, Lokomotiv se convirtió en una asociación de las sociedades deportivas voluntarias de sindicatos de trabajadores del transporte ferroviario de la Comunidad de Estados Independientes, manteniéndose así hasta la actualidad.

## Clubes
Algunos de los clubes de la sociedad Lokomotiv son:

### Fútbol
- FC Lokomotiv Moscú (Rusia)
- FC Lokomotiv Nizhny Novgorod (Rusia)
- FC Lokomotiv Tashkent (Uzbekistán)
- FC Lokomotiv Sofia (Bulgaria)
- FC Lokomotiv Plovdiv (Bulgaria)
- Lokomotive Leipzig (Alemania)
- FC Lokomotyv Kiev (Ucrania)
- FC Lokomotyv Járkov (Ucrania)
- FC Lokomotivi Tbilisi (Georgia)
- Jõhvi FC Lokomotiv (Estonia)

### Baloncesto
- PBC Lokomotiv Kuban (Rusia)

### Hockey sobre hielo
- Lokomotiv Yaroslavl (Rusia)

### Rugby
- RC Lokomotiv Moscú (Rusia)

## Deportistas notables
Algunos de los deportistas más destacados son:
- Vera Krepkina (atletismo)
- Nikolay Sokolov (atletismo)
- Boris Spassky (ajedrez)
- Mikhail Tal (ajedrez)
- Radia Yeroshina (esquí de fondo)
- Viatcheslav Ekimov (ciclismo)
- Ludmila Belousova (patinaje artístico)
- Oleg Protopopov (patinaje artístico)
- Lidia Skoblikova (patinaje sobre hielo)
- Vladimir Bure (natación)
- Yurik Vardanyan (halterofilia)